# Кудерметов Едуард Дамірович
Едуард Дамірович Кудерметов (7 березня 1972, Казань, Татарська АССР, РСФСР, СРСР) — російський хокеїст, нападник.

## Біографія
Вихованець Спортивного клубу ім. Урицького (Казань). Перший тренер Олександр Дюмін. У тринадцять років отримав запрошення переїхати до Києва, продовжував навчання у Школі вищої спортивної майстерності. Найбільш відомими з його тогочасних партнерів є Дайнюс Бауба, Олексій Житник, Олександр Кузьминський. В шістнадцять років почав грати за ШВСМ, а в сезоні 1990/91 дебютував за «Сокіл». Всього за український клуб провів у вищій лізі 35 ігор (4+2).
1992 року відгукнувся на пропозизію повернутися до рідного міста. З перших матчів став гравцем основного складу. Команда у той час мала назву «Ітіль», а потім «Ак Барс», очолював її Юрій Мойсеєв (олімпійський чемпіон 1968 року). За казанців відіграв 10 сезонів, у 1998 році став чемпіоном Росії.
2002 року переходить до магнітогорського «Металурга». У другому сезоні встановлює особистий рекорд результативності — 27 закинутих шайб і 22 результативні передачі. 2007 року здобуває другу золоту нагороду в чемпіонаті Росії. Щоправда розпочинав сезон першість у складі московського ЦСКА, а в другій половині турніру зробив все можливе для перемоги.
На початку наступного чемпіонату переходить до «Спартака», з яким підписує контракт до кінця сезону. На той його родина мешкала в Москві і це було головною причиною трансферу. У березні 2008 року травмував ногу і після операції не зміг повернутися не звичний рівень. Влітку проходив міжсезонні збори у складі ХК МВД, але через рецидив травми вирішив завершити кар'єру хокеїста.
Входить до списку найрезультативніших гравців чемпіонатів СРСР і Росії — Клубу «100 бомбардирів»: 195 закинутих шайб (56 місце)
Доньки Кудерметова Вероніка і Поліна займаються тенісом. Старша Вероніка в 2017 році займала 58 місце у парному рейтингу WTA.

## Досягнення
- Чемпіон Росії (2): 1998, 2007

## Статистика
Сумарна статистика виступів у елітних дивізіонах:
| Ліга   | Роки      | І   | Г   | П   | 0   | Штр |
| ------ | --------- | --- | --- | --- | --- | --- |
| СРСР   | 1990–1992 | 35  | 4   | 2   | 6   | 10  |
| МХЛ    | 1992–1996 | 171 | 40  | 23  | 63  | 92  |
| Росія  | 1996–2008 | 567 | 164 | 156 | 320 | 354 |
| Всього | Всього    | 773 | 191 | 181 | 372 | 456 |